# Ozires de Paiva
Ozires de Paiva (Rio de Janeiro, 29 de janeiro de 1952), mais conhecido como Ozires, é um ex-futebolista brasileiro que atuava como zagueiro.

## Biografia
Iniciou sua carreira ainda na adolescência pelo Botafogo. Após o Botafogo, foi transferido para o River, do Piauí, pelo qual ganhou o estadual antes de ir para o Fortaleza, do Ceará.
Em 1976, após ser campeão da Libertadores pelo Cruzeiro, fez parte da equipe vice-campeã da Copa Intercontinental de 1976, perdendo para o Bayern de Munique na final. Em 1982 foi citado no escândalo da Máfia da Loteria Esportiva.

## Títulos
Cruzeiro
- Troféu Cidade de Santander: 1982[5]
- Troféu Cidade de Valladolid: 1982[5]
- Copa Libertadores da América: 1976[6][7]

Fortaleza
- Campeonato Cearense: 1974[8]

River-PI
- Campeonato Piauiense: 1973